# ولفگانگ شومبورگ
ولفگانگ شومبورگ (انگلیسی: Wolfgang Schomburg؛ زادهٔ ۱۹۴۸) یک قاضی اهل آلمان است.
وی از سال ۱۹۹۵ تا ۲۰۰۰ از قاضیان دادگاه فدرال دادگستری آلمان و از سال ۲۰۰۱ تا ۲۰۰۷ از قاضیان دادگاه بین‌المللی کیفری یوگسلاوی سابق بود.